# Страхоциці-Кольонія
Страхоциці-Кольонія (пол. Strachocice-Kolonia) — село в Польщі, у гміні Добра Турецького повіту Великопольського воєводства.
Населення — 155 осіб (2011).
У 1975-1998 роках село належало до Конінського воєводства.

## Демографія
Демографічна структура станом на 31 березня 2011 року:
|          | Загалом | Допрацездатний вік | Працездатний вік | Постпрацездатний вік |
| -------- | ------- | ------------------ | ---------------- | -------------------- |
| Чоловіки | 71      | 14                 | 46               | 11                   |
| Жінки    | 84      | 15                 | 45               | 24                   |
| Разом    | 155     | 29                 | 91               | 35                   |